# IC 2309
IC 2309 је спирална галаксија у сазвјежђу Рак која се налази на листи објеката дубоког неба у Индекс каталогу.
Деклинација објекта је + 18° 23' 50" а ректасцензија 8h 20m 43,6s. Привидна величина (магнитуда) објекта IC 2309 износи 14,6 а фотографска магнитуда 15,4. IC 2309 је још познат и под ознакама CGCG 89-3, PGC 23416.